# Sandentnahmestelle Neustadtgödens
Die Sandentnahmestelle Neustadtgödens ist ein Naturschutzgebiet in der niedersächsischen Gemeinde Zetel im Landkreis Friesland.
Das Naturschutzgebiet mit dem Kennzeichen NSG WE 160 ist 52,07 Hektar groß. Das Gebiet ist Bestandteil des knapp 309 Hektar großen FFH-Gebietes „Teichfledermaus-Habitate im Raum Wilhelmshaven“. Im Osten grenzt es an das Landschaftsschutzgebiet „Teichfledermausgewässer“. Das Gebiet steht seit dem 1. Juni 1985 unter Naturschutz. Zuständige untere Naturschutzbehörde ist der Landkreis Friesland.

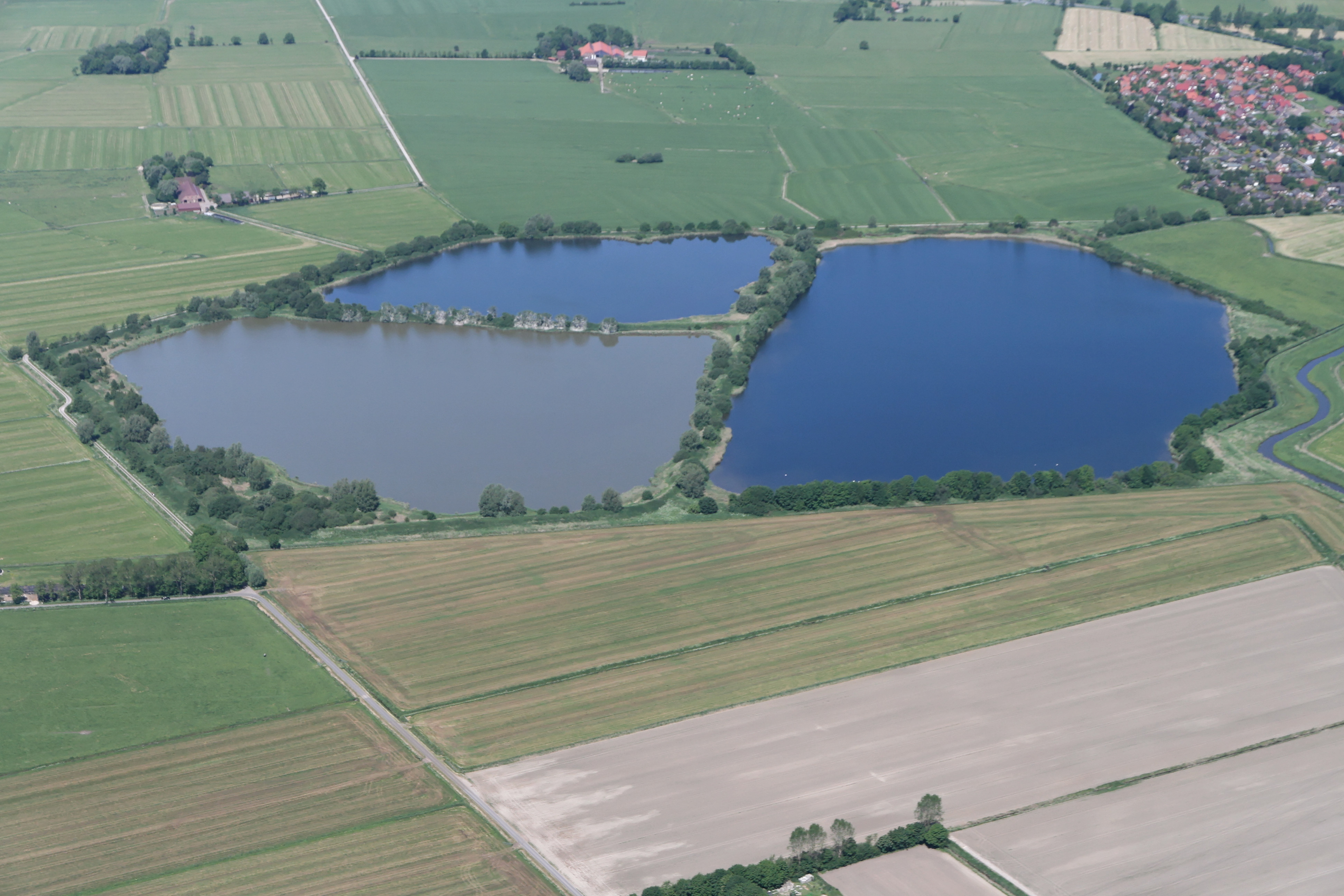
Luftaufnahme der drei Seen, Blick nach Westen (Mai 2012)

Das Naturschutzgebiet liegt südlich der zur Gemeinde Sande gehörenden Ortschaft Neustadtgödens. Es stellt eine Sandentnahmestelle unter Schutz, die im Zuge des Baus der A 29 zwischen 1978 und 1981 entstand. In dieser Zeit wurden 5 Mio. Kubikmeter Sand abgebaut, wodurch grundwassergespeiste Seen entstanden. Ein Teil des Geländes wurden nach dem Ende des Sandabbaus rekultiviert. Dabei wurden zunächst auch standortfremde Gehölze wie Pappeln eingebracht. Diese wurde im Zuge von Pflegemaßnahmen später wieder entfernt. Weiterhin werden die Gehölze im Naturschutzgebiet im Rahmen von Pflegemaßnahmen auf den Stock gesetzt mit dem Ziel, einen heckenartigen Gehölzbestand zu erhalten, der die Röhrichtsäume nicht zu stark beschattet bzw. zurückdrängt und gleichzeitig eine abschattende Wirkung zu den umliegenden Bereichen zu erreichen.
Die drei Kammern der ehemaligen Sandentnahmestelle sind durch Überläufe miteinander verbunden, durch die der Wasserstand der Seen reguliert wird. Der dritte, im Nordosten des Naturschutzgebietes liegende See, entwässert zum Neustädter Tief.
Das Naturschutzgebiet ist Lebensraum verschiedener Wasservögel und dient auch als Rastgebiet für zahlreiche Entenvögel. Haubentaucher, Brandgans, Stockente, Reiherente und Blässhuhn sowie verschiedene Singvögel, darunter Rohrammer, Schilf-, Teich- und Sumpfrohrsänger nisten hier auch. 
Auch die Teichfledermaus ist hier heimisch. Neben der Schutz des Biotops, das sich langfristig ungestört entwickeln können soll, war auch die wissenschaftliche Bedeutung für die Beobachtung und Erforschung der natürlichen Sukzession Zweck der Unterschutzstellung. 
Im Westen des Naturschutzgebietes, das von der Wissenschaftlichen Arbeitsgemeinschaft für Natur- und Umweltschutz betreut wird, befindet sich eine Aussichtsplattform, von der aus zwei der Seen einsehbar sind.